# Cimolsa

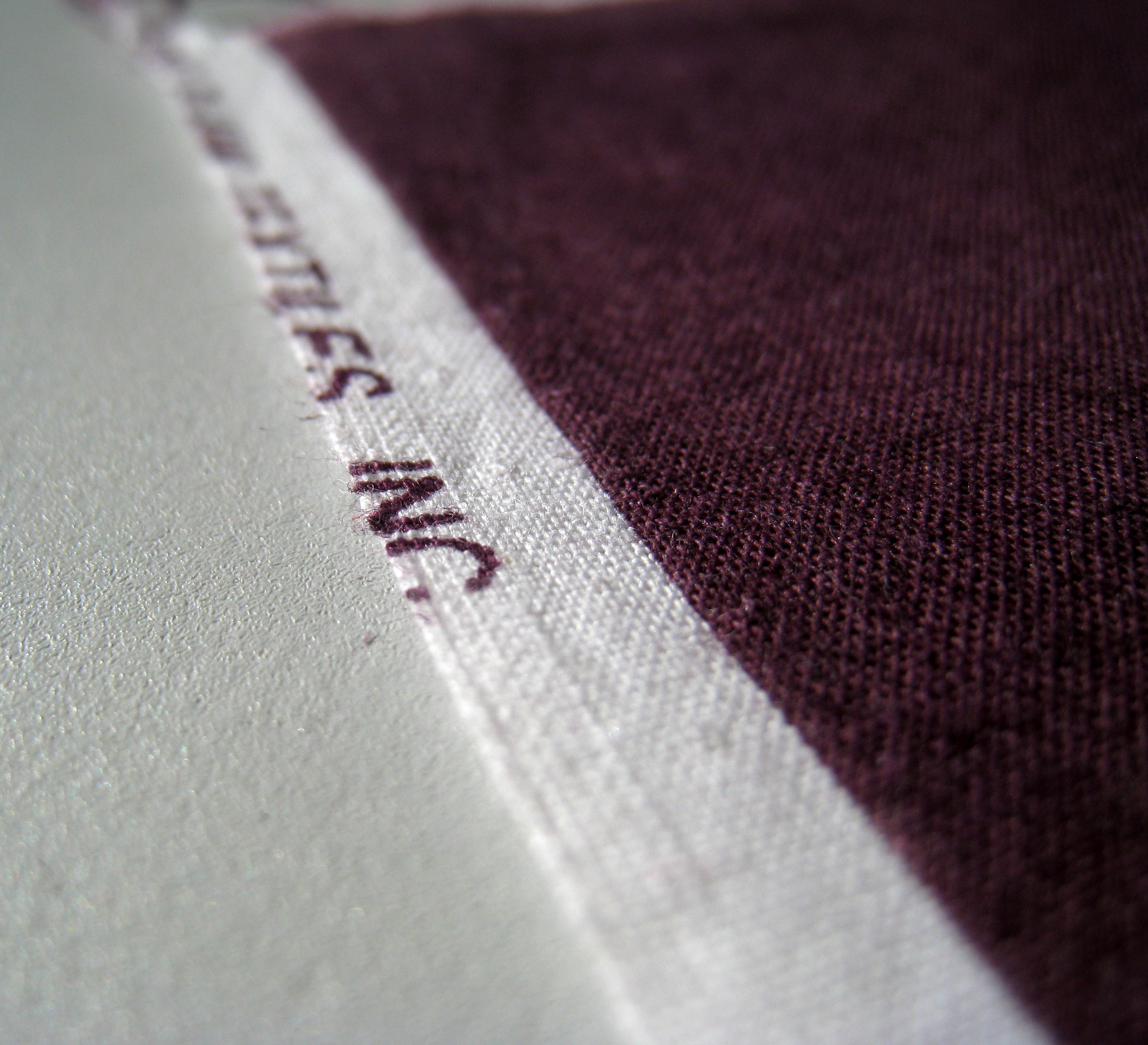
Voraviu d'un teixit estampat en negre que mostra informació de fabricant.

La cimolsa o voraviu (en anglès, selvedge o Selvage) és l'acabament natural d'una peça de tela o de teixit de punt. El voraviu evita que el teixit s'esfilagarsi. Tradicionalment, el terme «voraviu» s'aplicava només als tissatge o teles però actualment es pot aplicar també als teixits de punt fets a mà.
En el teixit procedent de teixidura és la vora paral·lela a l'ordit que es produeix al donar la volta una fil de trama al final d'una línia durant el procés de fabricació dels teixits. En teixits de punt el voraviu és la vora lateral, sense acabar, que no és ni el principi, ni la rematada de la peça.

## En teixits detelero teixidura

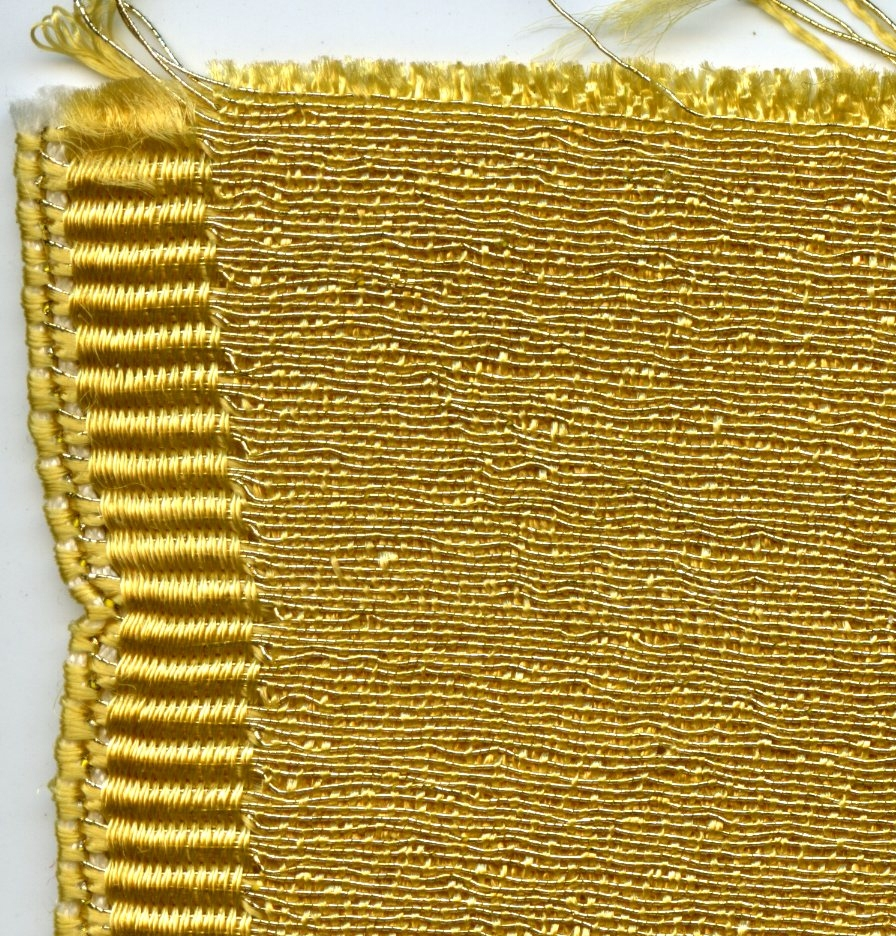
Teixit amb fils d'or, per l'anvers. Es pot apreciar el fil blanc per reforçar el voraviu.

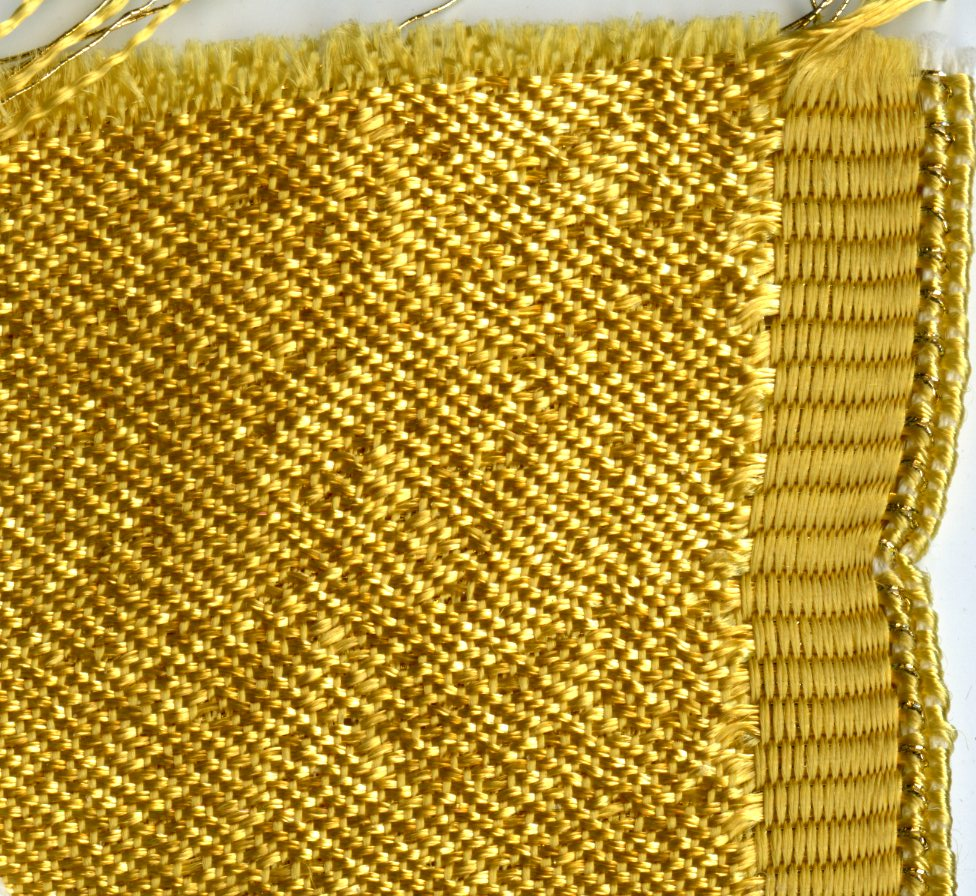
Mateix teixit on s'aprecia el lligament tipus sarja, pel revers.

Els fils que corren al llarg de la tela (longitudinalment) són l'ordit; els fils que recorren de costat a costat el teler, entrecreuant amb l'ordit, són la trama. Els voravius es formen en les dues vores laterals, segons emergeix la tela del teler, durant el procés de teixit.
El tipus de teixit utilitzat per construir el voraviu pot ser el mateix o diferent de l'utilitzat per a la tela. La majoria dels voravius són estrets, però alguns poden ser tan amples com 2 cm. Els fabricants de teles aprofiten el voraviu per identificar-se o proporcionar informació sobre la composició de la roba.
En l'àmbit de tall i confecció el voraviu es rebutja. Els voravius estan «rematats» i no s'esfilagarsen ja que els fils de la trama tornen sobre si mateixos i s'enllacen per sota i per sobre de l'ordit.

### El voraviu detelermanual vs industrial
Els telers industrials imiten als manuals existeixen petites diferències en els voravius de les teles teixides en teler manual o teler industrial. El voraviu dels telers industrials sol ser més gruixut que el propi teixit i pot tenir un fil com a reforç al llom.
El voraviu d'una tela teixida en un teler amb llançadora, propi dels telers manuals, està format per la volta que dona el fil de la trama a la fi de cada passada (o cada dues passades). És necessari per evitar l'esfilagarsat i protegir la tela durant el procés de teixit i els posteriors (és a dir, aprest, tenyit i rentat); idealment no hauria de restar valor a la tela acabada a través d'ones, ondulació o contraccions.
El voraviu dels teixits manualment tenen generalment el mateix gruix que la resta de la tela; el tipus de teixit o «lligament» pot o no ser el mateix que a la resta de la roba. Quan el tipus de teixit és diferent, el voraviu sol realitzar-se en lligament tafetà.
El voraviu dels teixits industrials pot ser més gruixut que la resta de la tela; els fils de trama principals es reforcen amb un altre més tens per evitar que s'esfilagarsi. Senzillament, els fils de la trama "acaben" les vores esquerra i dret de la tela a mesura que surt del teler, amb l'omnipresent lligament tafetà. Els voravius industrials sovint tenen petits forats tot al llarg en la part gruixuda; també pot tenir alguns serrells.
El tipus de voraviu depèn de la tècnica o el teler utilitzat. Un teler d'aigua o de raig d'aire crea 01:00 voraviu amb serrells del mateix pes que la resta de la tela, ja que el fil de la trama s'expel·leix per un filtre, que envia els fils de trama a través de la «calada» (o obertura) amb un raig d'aigua. El voraviu s'aconsegueix gràcies a un tallador de calor que retalla el fil en ambdós extrems a prop de la vora de la tela i després el colpeja. Així es crea un voraviu ferm amb el mateix gruix que la resta de la tela.

### Usos del voraviu
El més freqüent és que el voraviu no s'utilitzi i es rebutgi, ja que pot tenir un tipus de teixit diferent, pot no tenir pèl o d'estampat presents en la resta de la tela; a més, els teixits industrials solen tenir el voraviu més gruixut que la resta de la tela, i reacciona de manera diferent: pot encongir o arrissar-se durant el rentat i fer que la resta de la peça quedi frunzida també. Això obliga a tallar el voraviu i fer un sobrefil o una vora.
Els voravius gruixuts són més difícils de cosir. Les modistes i sastres d'alta costura eliminen el voraviu just després de rentar la roba i just abans de tallar la peça, d'acord amb els patrons, per cosir-.
En algunes peces de vestir prêt-à-porter, però, el voraviu es pot utilitzar com un component estructural sense necessitat de doblegar la vora per evitar que s'esfilagarsi. Així s'elimina un treball innecessari, per tant la peça es pot confeccionar més ràpidament, la peça acabada és menys voluminosa i es pot cosir a màquina íntegrament. Això és útil per a la producció en massa de la societat moderna, però, és menys utilitzat en la «roba a mida» a causa la tendència del voraviu a ondular-.
En l'ornamentació de peces de vestir, especialment en prisats i volants, el voraviu pot ser un «acte-acabat», no requereix ni vora ni cinta de biaix per evitar l'esfilagarsat.

## En teixits de punt
És relativament recent l'ús del vocable voraviu en teixits de punt fet a mà. Les vores del teixit de punt fet a màquina mai es diuen vores.
El voraviu en un teixit de punt pot ser un patró especial treballat en els punts primer i últim o simplement ser la vora de la roba. Els voravius més comuns són el punt «elàstic» i el punt «escuma», tots dos dels quals produir una vora agradable. El punt «elàstic» es realitza amb un punt del dret i un altre de l'inrevés, en les passades imparells i un punt de l'inrevés i un altre del dret a les passades parells. En el punt «escuma», tots els punts són del dret a totes les passades. Es poden realitzar vores amb només una línia de punt escuma o amb una combinació de les tècniques anteriors.
El teixit de punt amb vora és més fàcil de cosir. També fa que sigui més fàcil de «treure» punts per teixir el coll, 1 butxaca… i és una bona base per teixir una vora de ganxet.

## En la impremta i la filatèlia

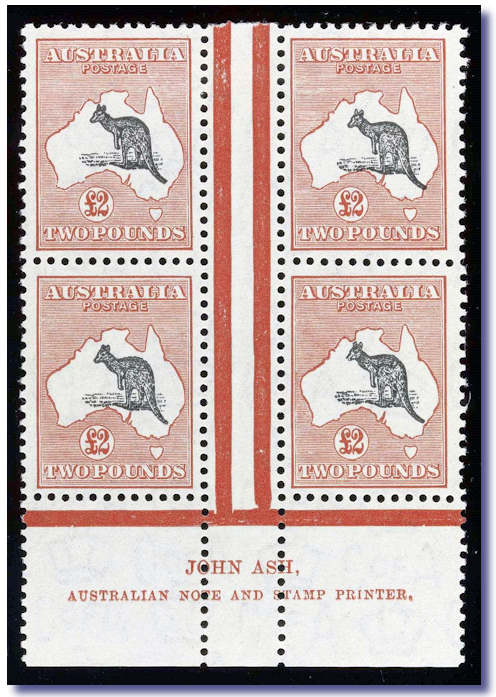
Segells de correus australians que mostren el voraviu a la part inferior.

El voraviu en la impremta industrial es refereix a la zona d'excés d'un full imprès o zona perforada de qualsevol material, tal com l'àrea de vora blanca d'un full de segells o els amplis marges d'un gravat, etc. El terme també s'utilitza àmpliament en filatèlia.